# 7 pistole per un massacro
7 pistole per un massacro este un film western spaghetti din 1967 regizat de Mario Caiano și scris de Eduardo Manzanos Brochero. Coloana sonoră este compusă de Francesco De Masi. În rolurile principale joacă actorii Craig Hill, Giulia Rubini și Eduardo Fajardo. Filmările au avut loc în Spania.

## Prezentare
Will Flaherty este un bărbat care a fost arestat, judecat și condamnat pentru un jaf care a fost comis de altcineva. După ce iese din închisoare peste 10 ani, acesta pleacă în căutarea adevăraților tâlhari.

## Distribuție
- Craig Hill - Will Flaherty
- Giulia Rubini - Peggy Flaherty
- Piero Lulli - Luke Brabham
- Eduardo Fajardo - Tilly
- Nazzareno Zamperla - Tom, Peggy's Brother
- Jacques Herlin - Horace Pim
- Spartaco Conversi
- Nello Pazzafini - King
- Massimo Carocci - Nick
- Pino Polidori
- Natale Nazzareno
- Tomás Picó
- Roberto Camardiel - Doc
- Eleonora Vargas - Judith
- Luigi Ciavarro - Little Tucson Deputy
- Gianfranco Clerici - Pablo
- Arnaldo Dell'Acqua - Poker Player
- Alberigo Donadeo - Man in Saloon
- Osiride Pevarello - Blacksmith
- Renzo Pevarello - Kid
- Caterina Trentini - Dancer
- Franco Ukmar - Hitman
- Goffredo Unger - Stagecoach Driver
- Rinaldo Zamperla - Hitman
- Nella Gambini[7]

## Legături externe
- 7 pistole per un massacro la Internet Movie Database

## Vezi și
- Listă de filme italiene din 1967
- United Pictures Corporation
- Listă de filme western spaghetti

Format:Mario Caiano